# Emma Bristow
Emma Bristow   (Boston, 29 d'octubre de 1990) és una pilot de trial anglesa. El 2014 va esdevenir la primera britànica a guanyar el Campionat del Món femení, títol que va renovar anualment fins al 2020 i, de nou, a partir del 2022. També va guanyar dues vegades el Campionat d'Europa (2013 i 2017), sis el britànic, tant outdoor com indoor (2014 a 2021) i vuit el Trial de les Nacions femení integrant l'equip britànic entre el 2009 i el 2024.
Emma Bristow ha estat la gran dominadora del trial femení internacional després que Laia Sanz abandonés aquesta modalitat el 2014 per a centrar-se en l'enduro i els raids.

## Trajectòria esportiva
Emma Bristow va començar a anar en moto a l'edat de 4 anys i va ser quatre vegades campiona britànica juvenil.
Va començar la seva carrera internacional al Campionat del Món del 2006 amb una Gas Gas. El 2011 va fitxar per Ossa i va quedar subcampiona del món, resultat que va repetir el 2012. Al final d'aquella temporada, Bristow va deixar Ossa per a fitxar per Sherco.
El 2013 va guanyar el Campionat d'Europa per davant de l'alemanya Theresa Bäuml (Ossa). El 2014 va aconseguir el títol femení britànic i el seu primer campionat del món, iniciant una llarga etapa de domini de l'escena internacional que durà fins al 2021, quan Laia Sanz li va prendre el títol mundial en tornar al campionat després de set anys d'absència.

## Palmarès
A 1 de gener de 2025
| Any          | Motocicleta  | C. del Món femení | C. d'Europa femení | TDN femení | C. britànic femení | Títols |
| ------------ | ------------ | ----------------- | ------------------ | ---------- | ------------------ | ------ |
| 2009         | Gas Gas      | 6a                |                    | 1a         | 3a                 | 1      |
|              |              |                   |                    |            |                    |        |
| 2013         | Sherco       | 2a                | 1a                 | 1a         | 2a                 | 2      |
| 2014         | Sherco       | 1a                |                    | 1a         | 1a                 | 3      |
| 2015         | Sherco       | 1a                |                    | 1a         | 1a                 | 3      |
| 2016         | Sherco       | 1a                |                    | 1a         | 1a                 | 3      |
| 2017         | Sherco       | 1a                | 1a                 | 2a         | 1a                 | 3      |
| 2018         | Sherco       | 1a                |                    | 1a         | 1a                 | 3      |
| 2019         | Sherco       | 1a                |                    | 2a         |                    | 1      |
| 2020         | Sherco       | 1a                |                    |            | -                  | 1      |
| 2021         | Sherco       | 2a                |                    |            | 1a                 | 1      |
| 2022         | Sherco       | 1a                |                    |            |                    | 1      |
| 2023         | Sherco       | 1a                |                    | 1a         |                    | 2      |
| 2024         | Sherco       | 1a                |                    | 1a         |                    | 2      |
| Total títols | Total títols | 10                | 2                  | 8          | 6                  | 26     |

Notes
1. ↑   La classificació consignada a TDN fa referència a la posició final obtinguda per l'equip estatal
2. ↑   Al total de títols s'hi compten tots els campionats estatals o internacionals guanyats, incloent-hi el TDN